# Barique (Verwaltungsamt)
| \| \| |
|       |

|  |

Barique (ehemals Barique/Natarbora) ist ein osttimoresisches Verwaltungsamt (portugiesisch Posto Administrativo) in der Gemeinde Manatuto. Der Sitz der Verwaltung befindet sich in Uma Boco.

## Geographie

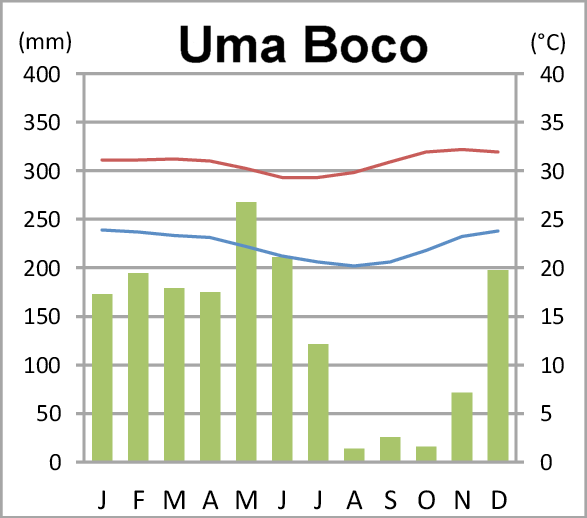
Klimadiagramm von Uma Boco

Bis 2014 wurden die Verwaltungsämter noch als Subdistrikte bezeichnet. Barique hat eine Fläche von 398,29 km² und teilt sich in sechs Sucos: Aubeon, Barique, Fatuwaque (Fatuwaqui, Abat Oan, Abatoan), Manehat, Sikone-Diloli (2017 von Uma Boco abgetrennt) und Uma Boco (Umaboku, Umaboco, Matarbora, Natarbora).
Barique bildet den südlichen Ausläufer der Gemeinde Manatuto. Als einziger dessen Verwaltungsämter erreicht es die Timorsee im Süden. Auf die Hälfte der gesamten Küste Bariques erstreckt sich die Lagune Naan Kuro. Im Norden grenzt Barique an die Verwaltungsämter Soibada, Laclubar, Manatuto und Laleia. Im Westen liegt jenseits des Flusses Sáhen die Gemeinde Manufahi. Im Osten liegt die Gemeinde Viqueque. Seine Grenze bildet größtenteils der Rio Dilor, einer der wichtigsten Flüsse der Region. Einige seiner Quellflüsse entspringen in Barique. Zweimal breitet der Fluss sich zu einem See mit mehreren kleinen Inseln aus. Barique ist größtenteils bewaldet.
Die Region der Südspitze von Manatuto wird Nancuro genannt. Die Timor-Schiefernatter hat ihren wissenschaftlichen Namen Stegonotus nancuro von diesem Landstrich. Der damalige Staatspräsident José Ramos-Horta begann 2011 Bestrebungen dieses Gebiet zum Naturschutzgebiet zu erklären. Der Name leitet sich von den Tetum-Wörtern „nan“ (Fleisch/Fisch) und „curo“ (fangen) ab. Mit „Nancuro“ wird ein Ort bezeichnet, an dem Fische gefangen werden.

## Einwohner
In Barique leben 6.164 Menschen (2022), davon sind 3.190 Männer und 2550 Frauen. Im Verwaltungsamt gibt es 1.186 Haushalte. Die größte Sprachgruppe bilden die Sprecher der Nationalsprache Tetum Terik. Der Altersdurchschnitt beträgt 19,7 Jahre (2010, 2004: 18,2 Jahre).

## Geschichte
Barique war eines der traditionellen Reiche Timors, die von einem Liurai regiert wurden. Es erscheint auf einer Liste von Afonso de Castro, einem ehemaligen Gouverneur von Portugiesisch-Timor, die 47 Reiche im Jahr 1868 aufführt. Während der Rebellion in Cowa leistete Barique der portugiesischen Kolonialmacht Waffenhilfe.
Dom Hypolito dos Reis e Cunha Hornay, der sein Reich über mehrere Jahrzehnte regierte und den kolonialen Rang eines Brigadier-regula führte, war einer der ältesten und treusten Verbündeten der portugiesischen Kolonialmacht. Als 1888 nach der Revolte der Moradores (1887) im Folgejahr eine Reihe von Liurais ihren Treueschwur gegenüber Portugal erneuerten, wurde die christliche Taufe von Dom Hypolito als Symbol der freundschaftlichen Beziehungen zum Staatsakt erhoben.
Im Zweiten Weltkrieg bombardierte die australische Luftwaffe am 17. Mai 1943 den Ort Barique mit B-25-Bombern im Kampf gegen die Japaner.
1976 war Barique ein Rückzugsgebiet der FALINTIL, die gegen die indonesischen Invasoren kämpfte. Hier gründeten sie eine base de apoio, eine Widerstandsbasis, die Zuflucht für Flüchtlinge aus Natarbora, Laclubar, Barique und Same bot. Später wurde die Basis von den Indonesiern zerstört.
1981 sollten 700 Familien aus Barique und dem ganzen damaligen Distrikt Viqueque nach Atauro deportiert werden. Das Eingreifen des Administrators von Lacluta verhinderte letztlich, dass Familien aus seinem Subdistrikt auf die Insel gehen mussten. Von den anderen starben viele an Hunger, Krankheiten und den Klimawechsel. Erst 1985/1986 kehrten einige Deportierte wieder in ihre alte Heimat zurück.
Herrscher von Barique
- Dom Lourenço Hornay (etwa 1769)
- Dom Christovão Pereira Hornay (1815)
- Dom Frederico dos Reis e Cunha (1854)
- Dom Hypolito dos Reis e Cunha Hornay (Hipólito dos Reis e Cunha e Hornay; etwa 1855 bis nach 1899)
- Dom Marcos (1912)

## Politik
Manuel Vong war von März 1993 bis April 1994 Administrator (Bupati) in der indonesischen Besatzungszeit.
Der Administrator des Verwaltungsamts wird heute von der Zentralregierung in Dili ernannt. 2015 war dies Rui Gomes und 2016 Evaristo Lima. Am 9. Januar 2024 wurde José Ramos zum Administrator ernannt.

## Wirtschaft
73 % der Haushalte in Barique bauen Maniok an, ebenso viele Gemüse, 77 % Kokosnüsse, 79 % Mais, 57 % Reis und 29 % Kaffee.

## Persönlichkeiten
- Bernardo Lopes (* 1955), Unabhängigkeitskämpfer, Lehrer und Beamter